# عثمان سيف قاسم المخلافي
عثمان سيف قاسم المخلافي معروف بكنيته «أبو ماهر»، وهو شاعر يماني. ولد عام 1941 في المخلاف قرية المبيريك في محافظة تعز. تلقى تعليمه الأولي في كتاتيب قريته. مارس التجارة بين شمال وجنوب اليمن، إلى جانب الزراعة. وفي 1955 غادر إلى المملكة العربية السعودية ودرس العلوم الدينية هناك. ثم عاد إلى اليمن. شارك في ثورة 26 سبتمبر حيث قام بمطاردة الامام البدر وشارك ايضاً في ثورة 14 اكتوبر. له مساهمات في كتابة الشعر الغنائي، وله ديوان شعر «النغم الثائر» ومسرحيتين وكتاب عن التراث.تقلد مناصب عديدة

## وصلات خارجية
- عثمان سيف قاسم المخلافي، موسوعة الأعلام.